# Алга (футбольний клуб)

старий логотип клубу

ФК «Алга» Бішкек (кирг. «Алга» Бишкек) — киргизький футбольний клуб із міста Бішкек. Один із найвідоміших клубів Киргизстану. У чемпіонатах СРСР був головною командою Киргизської РСР. Виступає у вищій лізі чемпіонату Киргизстану.

## Колишні назви
- 1947—1949: «Зеніт» Фрунзе
- 1950—1952: «Трудові резерви» Фрунзе
- 1953—1954: «Іскра» Фрунзе
- 1955—1960: «Спартак» Фрунзе
- 1961—1991: «Алга» Фрунзе
- 1992: «Алга» Бішкек
- 1993: «Алга-РІІФ» Бішкек
- 1994—1995: «Алга» Бішкек
- 1996—1997: «Алга-ПВО» Бішкек
- 1998—2003: «СКА-ПВО» Бішкек
- 2004—2005: «СКА-Шоро» Бішкек
- 2007: «Авіатор-ААЛ» Бішкек
- 2010 — дотепер: «Алга» Бішкек

## Історія
Перший футбольний матч у Киргизстані був проведений 21 березня 1921 року в місті Бішкек. З цього року почався розвиток футболу в цій країні. У 1920—1930-ті роки киргизький футбол не мав налагодженої інфраструктури та розвивався стихійно. Велике значення в становленні футболу в Киргизстані зіграла Друга світова війна, коли в республіку прибули евакуйовані з Росії та України заводи, а разом із ними і люди які полюбляли футбол та почали активніше розвивати цей вид спорту.
З 1947 році в місті Фрунзе (тодішня назва Бішкеку) була створена команда майстрів під назвою «Зєніт». У 1950-ті роки команда мала назви «Трудові Рєзерви», «Іскра», «Спартак», та виступала в класі Б союзної першості (третій за рівнем дивізіон). У 1961 році команду перейменували на «Алга» (Фрунзе). Через рік фрунзенці фінішували другими й увійшли до Класу А. Найбільшого успіху «Алга» досягла 1967 року. Гостроатакуючий футбол команди дозволив їй зайняти 3 місце в першій лізі СРСР. Декілька очок не вистачило команді, щоб вийти у вищий ешелон радянського футболу. Багато гравців того покоління були запрошені до команди вищої союзної ліги і покинули «Алгу».
Загалом «Алга» провела в першій лізі СРСР 13 сезонів. У 1979 році покинула її остаточно. Усі наступні роки команда неодноразово робила спроби і навіть кілька разів була близька до повернення в першу лігу, але для цього не вистачало очок. Футбол 1980-х запам'ятався вболівальникам «Алги» незмінним суперництвом із клубом «Нефтчі» (Фергана).
З 1991 року команда, час від часу змінюючи назву, почала виступати у Вищому дивізіоні Чемпіонату Киргизстану, займаючи там лідируючі місця. З часом головним суперником команди в чемпіонаті став клуб «Дордой». Після сезону 2005 року клуб припинив існування. У 2007 році була зроблена спроба відродити команду під назвою «Авіатор-ААЛ», але, не догравши до половини чемпіонату, команда була розформована власниками.
На початку 2010 року команда під старою назвою «Алга» була відроджена та заявлена у вищий дивізіон Чемпіонату Киргизстану.

## Досягнення
- Топ-Ліга
  -  Чемпіон (5): 1992, 1993, 2000, 2001, 2002
  -  Віцечемпіон (3): 1995, 1997, 1998, 1999, 2003, 2004, 2005, 2012

- Кубок Киргизстану
  -  Переможець (9): 1992, 1993, 1997, 1998, 1999, 2000, 2001, 2002, 2003
  -  Фіналіст (3): 1993, 2012, 2021

## Статистика виступів клубу в національних турнірах
| Сезон | Ліга | Ліга | Ліга | Ліга | Ліга | Ліга | Ліга | Ліга | Ліга | Кубок Киргизстану | Бомбардир             | Бомбардир | Тренер            |
| Сезон | Див. | Міс. | Іг.  | В    | Н    | П    | ЗМ   | ПМ   | О    | Кубок Киргизстану | Ім'я                  | В лізі    | Тренер            |
| ----- | ---- | ---- | ---- | ---- | ---- | ---- | ---- | ---- | ---- | ----------------- | --------------------- | --------- | ----------------- |
| 1998  | 1-й  | 2    | 14   | 9    | 4    | 1    | 36   | 5    | 31   |                   |                       |           |                   |
| 1999  | 1-й  | 2    | 22   | 14   | 6    | 2    | 60   | 14   | 48   |                   |                       |           |                   |
| 2000  | 1-й  | 1    | 22   | 21   | 1    | 0    | 98   | 8    | 64   |                   |                       |           |                   |
| 2001  | 1-й  | 1    | 28   | 20   | 6    | 2    | 73   | 15   | 66   |                   |                       |           |                   |
| 2002  | 1-й  | 1    | 18   | 15   | 3    | 0    | 47   | 11   | 48   |                   | В'ячеслав Прянишніков | 10        |                   |
| 2003  | 1-й  | 2    | 14   | 10   | 1    | 3    | 27   | 10   | 31   |                   |                       |           |                   |
| 2004  | 1-й  | 2    | 36   | 30   | 3    | 3    | 107  | 20   | 93   |                   |                       |           |                   |
| 2005  | 1-й  | 2    | 24   | 19   | 3    | 2    | 55   | 12   | 60   |                   |                       |           |                   |
| 2007  | 1-й  | 10   | 15   | 10   | 1    | 4    | 28   | 7    | 31   |                   |                       |           |                   |
| 2010  | 1-й  | 4    | 20   | 6    | 4    | 10   | 26   | 33   | 22   |                   |                       |           | Мурат Джумакеєв   |
| 2011  | 1-й  | 4    | 20   | 7    | 5    | 8    | 29   | 36   | 26   |                   | Володимир Верьовкін   | 12        | Павло Сиротін     |
| 2012  | 1-й  | 2    | 28   | 18   | 4    | 6    | 61   | 26   | 58   | Фіналіст          | Турсуналі Рустамов    | 12        | Павло Сиротін     |
| 2013  | 1-й  | 4    | 20   | 8    | 7    | 5    | 36   | 14   | 31   |                   |                       |           | Нематжан Закіров  |
| 2014  | 1-й  | 3    | 20   | 10   | 5    | 5    | 35   | 22   | 35   |                   | Іван Філатов          | 10        | Нуржат Кадиркулов |
| 2015  | 1-й  | 4    | 20   | 8    | 6    | 6    | 32   | 18   | 30   |                   | Іван Філатов          | 9         |                   |

## Статистика виступів на континентальних турнірах
| 2016 | Кубок АФК | Кваліфікаційний раунд | Бенфіка (Макао)       | 2–0 |
| 2016 | Кубок АФК | Кваліфікаційний раунд | Шейх Джамал Дханмонді | 1–1 |

## Відомі футболісти
- Віталій Кобзар
- Олександр Агарін
- Володимир Сало
- Юрій Гудименко
- Сергій Шевченко
- Сергій Фокін